# Gudrun Schuster
Gudrun Schuster (* 1961) ist eine deutsche Bildhauerin.
2001 organisierte sie das internationale Künstlersymposium im überfluß in Bad Kreuznach. 2003 wurde sie mit dem Szpilman Award ausgezeichnet. 2005 erhielt sie den Kulturpreis der Stadt Bad Kreuznach.

## Einzelausstellungen
- 2008: „Spielwiese“. Galerie FRIEDEN66, Düsseldorf
- 2003: 10 Jahre SCHUSTERs KUNST. Artland, Obermoschel.
- 1995: Schlossparkmuseum Bad Kreuznach
- 1994: „La coupolle“. Neu-Isenburg.

## Öffentliche Aufträge – „Kunst am Bau“
- 2003: Kletterskulptur, Paul-Schneider-Gymnasium, Meisenheim
- 2001: Taufstein, Katholische Kirche Bad Münster a. St./ Ebernburg
- 1998: Platzgestaltung, Hüffelsheim
- 1995: Grundschule, Norheim
- 1995: Freiwillige Feuerwehr, Bad Kreuznach